# Наливайко Василь Васильович
Васи́ль Васи́льович Налива́йко (нар. 4 січня 1991, смт Великий Березний, Закарпатська область, Українська РСР — пом. 28 червня 2014, с. Макарове, Станично-Луганський район, Луганська область, Україна) — український військовослужбовець, солдат Збройних сил України, учасник російсько-української війни.

## Життєпис
Народився в смт Великий Березний на Закарпатті. Зі шкільних років мешкав із батьками в селі Ставне Великоберезнянського району, з 2002 по 2006 навчався у Ставненській загальноосвітній школі.
Вступив на військову службу за контрактом незадовго до війни.
Солдат, водій мінометної батареї 15-го окремого гірсько-піхотного батальйону 128-ї окремої гірсько-піхотної бригади, в/ч А1778, м. Ужгород.
У зв'язку з російською збройною агресією проти України з весни 2014 виконував завдання на території проведення антитерористичної операції в Луганській області.
28 червня 2014-го о 14:15 між селами Нижня Вільхова та Комишне колона матеріального забезпечення потрапила у засідку, під обстрілом опинився водовоз ГАЗ-66 із супроводом БМП. Терористи випустили автоматну чергу в лобове скло автомобіля, за кермом якого перебував солдат Наливайко. Він загинув на місці, а сержант, що сидів поряд, дістав поранення. У бою зазнав смертельних поранень також командир БМП старший лейтенант Віталій Бєліков.
Прим. У даних, що оприлюднені Міністерством оборони, місцем смерті зазначене село Макарове (Станично-Луганський район).
Похований 2 липня на кладовищі села Ставне. Залишились батьки Василь Володимирович і Любов Іванівна та дві сестри Ольга і Тетяна.

## Нагороди та вшанування
15 травня 2015 року — за особисту мужність і високий професіоналізм, виявлені у захисті державного суверенітету та територіальної цілісності України, вірність військовій присязі, відзначений — нагороджений орденом «За мужність» III ступеня (посмертно).
17 лютого 2015 у Ставненській ЗОШ І—ІІІ ступенів відкрито меморіальну дошку на честь випускника школи Василя Наливайка.
У селищі Великий Березний вул. Лакоти перейменовано на вулицю В. Наливайка.